# Sonata per a violí i piano núm. 2 (Weinberg)
La Sonata per a violí i piano núm. 2, op. 15, va ser composta per Mieczysław Weinberg entre el febrer i el juny de 1944. L'estrena no va tenir lloc fins al gener de 1962, interpretada per David Óistrakh i Frida Bauerová.

## Moviments
- I. Allegro – meno mosso
- II. Lento – attacca
- III. Allegro moderato – Allegro con fuoco – Tempo primo

## Anàlisi musical
Escrita després del Tercer Quartet, la Segona Sonata per a violí representa un gran progrés en la combinació de tècniques i estructures. Aquí La ira del Quartet s'ha deixat de banda però encara reflecteix les profundes emocions que el compositor va viure durant la guerra, tot i que va ser composta en la relativa seguretat de Moscou però amb els exèrcits alemanys encara en terres russes.